# Захаров Вадим Арісович

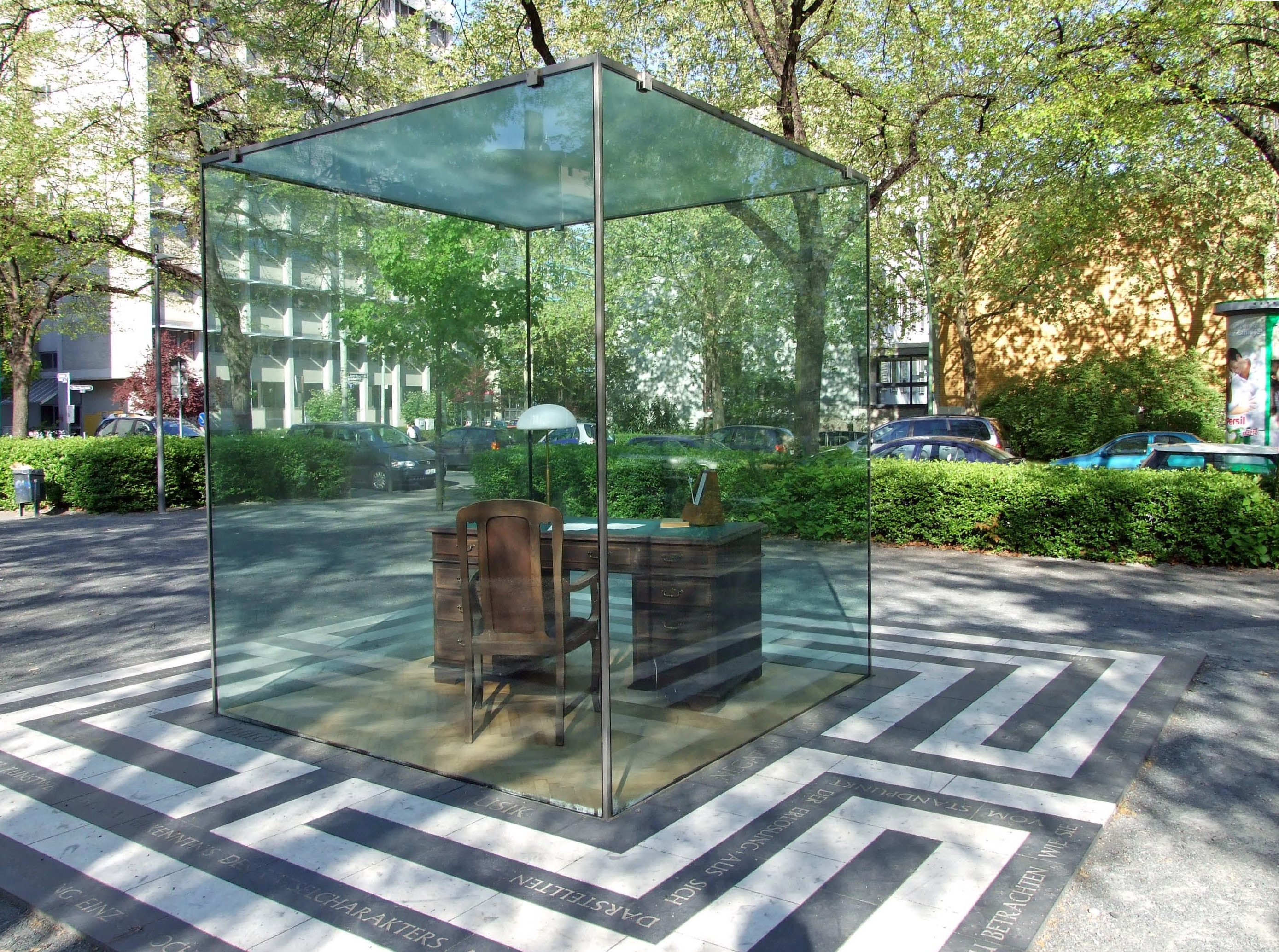
Пам'ятник філософу Теодору Адорно у Франкфурті-на-Майні

Вадим Арісович Захаров (1959, Душанбе, Таджицька РСР) — російський художник, редактор, активний учасник московського неофіційного мистецтва, один з ключових персонажів московського концептуалізму, лауреат Премії Кандинського (2009).

## Біографія
Закінчив Московський педагогічний інститут. У 2007 році був удостоєний стипендії Фонду пам'яті Йосипа Бродського.
Один з найвідоміших творів — пам'ятник філософу Теодору Адорно, встановлений у Франкфурті-на-Майні (конкурс на пам'ятник Захаров виграв у головного концептуаліста світу Джозефа Кошута).
З 1989 року живе і працює в Москві (Росія) і Кельні (Німеччина).
В березні 2014 року підписав листа «Не прогинатися. Не піддаватися брехні» на підтримку України.